# Albert Roosevelt
Albert Roosevelt (Parigi, 24 aprile 1879 – Port-au-Prince, 21 luglio 1962) è stato un rugbista a 15 francese.

## Biografia
Partecipò alle Olimpiadi di Parigi del 1900 conquistando una medaglia d'oro nel rugby a 15 con la Union des Sociétés Français de Sports Athletiques, squadra rappresentante la Francia.
Nella sua carriera rugbista giocò per il Racing Club col quale vinse un campionato francese.

## Palmarès
- Oro olimpico: 1

1900
- Campionati francesi: 1

Racing Club: 1899-1900